# Guipronvel
Guipronvel (en bretó Gwiproñvel) és un municipi francès, situat a la regió de Bretanya, al departament de Finisterre. L'any 2006 tenia 691 habitants. El nom prové del bretó gwik (burg).

## Demografia
| 1962                                       | 1968 | 1975 | 1982 | 1990 | 1999 |
| ------------------------------------------ | ---- | ---- | ---- | ---- | ---- |
| 384                                        | 362  | 385  | 522  | 570  | 609  |
| Des de 1962: població sense dobles comptes |      |      |      |      |      |

## Administració
| Període | Identitat                 | Partit |
| ------- | ------------------------- | ------ |
| 2008-   | Anne-Marie Cariou-Lemoine |        |